# Kodo Nakano
Kodo Nakano (jap. 中野 亨道 Nakano Kodo; ur. 8 marca 1993) – filipiński judoka. Olimpijczyk z Rio de Janeiro 2016, gdzie zajął 33. miejsce w wadze półśredniej.
Uczestnik mistrzostw świata w 2013, 2014 i 2015. Startował w mistrzostwach Azji w 2016 i 2017. Brązowy medalista igrzysk Azji Południowo-Wschodniej w 2019 w drużynie. Trzeci na mistrzostwach południowo-wschodniej Azji w 2013 roku.

## Letnie Igrzyska Olimpijskie 2016
| Konkurencja | Eliminacje                | Klas. końcowa |
| Konkurencja | Przeciwnik I              | Miejsce       |
| ----------- | ------------------------- | ------------- |
| 81 kg       | Matteo Marconcini (ITA) P | 33.           |